# Sauris curvicosta
Sauris curvicosta là một loài bướm đêm trong họ Geometridae.